# Cerro Los Júcaros
El Cerro Los Júcaros es un accidente geográfico que forma parte de la Sierra de Aconchi, situada en el oeste del municipio homónimo a la sierra, en el centro del estado de Sonora, México, en la zona de la Sierra Madre Occidental.
Tiene un altitud de 1,710 metros sobre el nivel del mar (m s. n. m.). Se encuentra a 13 km al suroeste del pueblo de Aconchi, otras montañas cercanas son Cerro el Joma y Picacho Alto la Bonancita.